# カタール空軍
カタール空軍（カタールくうぐん、英: Qatar Emili Air Force）は、カタールの空軍組織である。
カタールの独立から3年後の1974年に創設された。

## 歴史
2011年のリビア内戦において、欧州主導のリビア介入に参加。6機のミラージュ2000-5EDAをギリシャに派遣し、対地攻撃に当たる他国軍機の護衛や、リビア機の逃亡警戒などに従事した。これはカタール空軍史上初の、国外での実任務であった。

## 組織
組織は、戦闘と輸送がそれぞれ1つ、回転翼2つで、合計4つ航空団がある。

また、航空団はそれぞれ指揮下に飛行隊を持つが、飛行隊番号の後ろに「Multi-Role(多任務)」や、「Close Support(近接支援)」などの任務を表す記号を記す。
- 第1戦闘航空団（No.1 Fighter Wing ドーハ空軍基地）
  - 第7航空優勢飛行隊（No.7（Air Superiority）Sqn） - ミラージュ2000-5EDA/DDA
  - 第11近接支援飛行隊（No.11（Close Support） Sqn） - アルファジェット E
- 第2回転翼航空団（No.2 Rotary Wing ドーハ空軍基地）
  - 第6近接支援飛行隊（No.6 （Close Support） Sqn） - SA342L
  - 第8対水上艦船飛行隊（No.8（Anti-Surface）Sqn） - コマンドー Mk.3
  - 第9多任務飛行隊 （No.9（Multi-Role）Sqn） - コマンドー Mk.2A/C
- 第3回転翼航空団（No.3 Rotary Wing ドーハ空軍基地）
  - 第20飛行隊（No.20 Sqn） - AW139
- 輸送航空団（Transport Wing アル・ウデイド空軍基地）
  - 輸送飛行隊（Transport Sqn） - C-130J-30、C-17A
  - アル・ザイーム・ムハンマド・ビン・アブドゥッラー・アル・アティーヤ航空学校（Al Zaeem Mohamed Bin Abdullah Al Attiyah Air College） - MFI-395（英語版）、PC-21、SA342L
- カタールアミリフライト（Qatar Amiri Flight ドーハ空軍基地） - A319-115X/-133CJ/-133X、A320-232/-232CJ、A330-203/-302、A340-211/-313X/-541、B747SP-21、B747-8KB BBJ、BD700-1A10

## 基地
| 基地名                 | 所在地 | 備考                 |
| ---------------------- | ------ | -------------------- |
| アル・ウデイド空軍基地 | ドーハ |                      |
| ドーハ空軍基地         | ドーハ | ドーハ国際空港と共用 |

## 装備

### 固定翼機
| 名称                    | 画像 | 製造国                            | 種別       | 調達数現用数                                                                               | 備考                                |
| ----------------------- | ---- | --------------------------------- | ---------- | ------------------------------------------------------------------------------------------ | ----------------------------------- |
| ミラージュ2000-5EDA/DDA |      | フランス                          | 戦闘機     | EDA（9） DDA（4）EDA（9） DDA（3）                                                         | 保管中                              |
| ラファールEQ/DQ         |      | フランス                          | 戦闘機     | ※調達予定数 EQ（18） DQ（6）EQ（27） DQ（9）                                               | 追加発注12機（EQ）                  |
| タイフーン              |      | イギリス ドイツ イタリア スペイン | 戦闘機     | ※調達予定数244                                                                             |                                     |
| F-15QA                  |      | アメリカ合衆国                    | 戦闘機     | ※調達予定数3622                                                                            | オプション契約36機                  |
| アルファジェット E      |      | フランス ドイツ                   | 攻撃機     | 6                                                                                          | 保管中 ※画像はフランス空軍所属機    |
| A330 MRTT               |      | フランス ドイツ イギリス スペイン | 空中給油機 | ※調達予定数20                                                                              | ※画像はイギリス空軍所属機           |
| C-130J-30               |      | アメリカ合衆国                    | 輸送機     | 4                                                                                          |                                     |
| C-17A                   |      | アメリカ合衆国                    | 輸送機     | 8                                                                                          | 民間登録。2番機のみカタール航空塗装 |
| MFI-395                 |      | パキスタン                        | 練習機     | ※調達予定数88                                                                              | ※画像はパキスタン空軍所属機         |
| PC-21                   |      | スイス                            | 練習機     | 2421                                                                                       |                                     |
| ホーク 100              |      | イギリス                          | 練習機     | ※調達予定数95                                                                              |                                     |
| M-346                   |      | イタリア                          | 練習機     | 3                                                                                          |                                     |
| BD700-1A10              |      | カナダ                            | 王族専用機 | 1                                                                                          | カタールアミリフライト所属機        |
| A319-115X/-133CJ/-133X  |      | フランス ドイツ イギリス スペイン | 王族専用機 | A319-115X（1） A319-133CJ（1） A319-133X（1）A319-115X（1） A319-133CJ（1） A319-133X（1） | カタールアミリフライト所属機        |
| A320-232/-232CJ         |      | フランス ドイツ イギリス スペイン | 王族専用機 | A320-232（1） A320-232CJ（1）A320-232（1） A320-232CJ（1）                                 | カタールアミリフライト所属機        |
| A330-203/-302           |      | フランス ドイツ イギリス スペイン | 王族専用機 | A330-203（1） A330-302（1）A330-203（1） A330-302（1）                                     | カタールアミリフライト所属機        |
| A340-211/-313X/-541     |      | フランス ドイツ イギリス スペイン | 王族専用機 | A340-211（1） A340-313X（1） A340-541（1）A340-211（1） A340-313X（1） A340-541（1）       | カタールアミリフライト所属機        |
| B747SP-21               |      | アメリカ合衆国                    | 王族専用機 | 1                                                                                          | カタールアミリフライト所属機        |
| B747-8KB BBJ            |      | アメリカ合衆国                    | 王族専用機 | 4                                                                                          | カタールアミリフライト所属機        |

### 回転翼機
| 名称    | 画像 | 製造国                            | 種別             | 調達数現用数    | 備考                      |
| ------- | ---- | --------------------------------- | ---------------- | --------------- | ------------------------- |
| SA342L  |      | フランス                          | 攻撃ヘリコプター | 1411            | ※画像はイギリス陸軍所属機 |
| AH-64E  |      | アメリカ合衆国                    | 攻撃ヘリコプター | ※調達予定数2424 | ※画像はアメリカ陸軍所属機 |
| NH90NFH |      | フランス ドイツ オランダ イタリア | 哨戒ヘリコプター | ※調達予定数123  |                           |
| SA341   |      | フランス                          | 汎用ヘリコプター | 211             |                           |
| AW139   |      | イタリア イギリス                 | 汎用ヘリコプター | 1821            |                           |
| NH90TTH |      | フランス ドイツ オランダ イタリア | 汎用ヘリコプター | ※調達予定数162  | ※画像はフランス陸軍所属機 |
| H125    |      | フランス                          | 練習ヘリコプター | ※調達予定数161  |                           |

### 退役
| 名称               | 画像 | 製造国   | 種別             | 調達数運用数   | 備考 |
| ------------------ | ---- | -------- | ---------------- | -------------- | --- |
| ミラージュF1       |      | フランス | 戦闘機           | (EDA)12 (DDA)3 | 1983年から1984年にかけてEDA12機とDDA2機を調達、1988年に損耗補充のためDDA1機を調達、1997年までに全機退役。 |
| コマンドー Mk.3    |      | イギリス | 哨戒ヘリコプター | 87             | 退役 |
| コマンドー Mk.2A/C |      | イギリス | 汎用ヘリコプター | 42             | 退役 |

### 対空兵器
- パトリオットPAC-3 MSE[2]
- NASAMS-3[2]
- FIM-92 スティンガー[2]
- FN-6[2]
- ミストラル[2]

### 搭載兵器
- R-550 マジック2[2]
- AIM-9X サイドワインダーII[2]
- ASRAAM[2]
- AIM-120C-7 AMRAAM[2]
- ミーティア[2]
- MICA-RF[2]
- AGM-114 ヘルファイア[2]
- AGR-20A AAPKW[2]
- HOT[2]
- エグゾセ AM39[2]
- AGM-84L ハープーン ブロック2[16]